# Quanmin Shuiku
Quanmin Shuiku (kinesiska: 全民水库) är en reservoar i Kina. Den ligger i provinsen Sichuan, i den sydvästra delen av landet, omkring 230 kilometer öster om provinshuvudstaden Chengdu. Quanmin Shuiku ligger 373 meter över havet. Arean är 2,2 kvadratkilometer. Omgivningarna runt Quanmin Shuiku är en mosaik av jordbruksmark och naturlig växtlighet. Den sträcker sig 4,6 kilometer i nord-sydlig riktning, och 3,7 kilometer i öst-västlig riktning.
Genomsnittlig årsnederbörd är 1 469 millimeter. Den regnigaste månaden är september, med i genomsnitt 284 mm nederbörd, och den torraste är december, med 11 mm nederbörd.